# Паук-краба
Паук-краба је назив који се користи у широком смислу да опише многе врсте паука, али већина њих припада фамилији Thomisidae. Међу подврстама Thomisidae, најчешће се односи на познату врсту цветног паука-крабу, мада нису сви чланови те фамилије ограничени на лов из заседе у цвећу.

## Називпаук-краба
Генерализација употребе имена паук-краба је генерално субјективна и анегдотска. Један од разлога је тај да изгледом подсећају на крабе, или на начин на који такви пауци држе своја два предња пара ногу, или на њихову способност да се крећу у страну или уназад. Неке врсте паука имају тела која су спљоштена и угаона. У сваком случају, Thomisidae су фамилија коју најчешће називају паукови-крабе. Међутим, неки чланови фамилије Sparassidae се зову џиновски пауци-крабе, Selenopidae су познати као зидни пауци-крабе, а разни чланови Sicariidae се понекад називају шестооки пауци-крабе. Неки припадници друге фамилије плетача мреже, као што су Gasteracantha cancriformis такође се обично називају пауци-крабе.

## Подврсте
Следеће подврсте су откривене у природи:
- -  † (фосил)
  -  † (фосил)
  -  † (фосил)

## Галерија
- Женка паука-крабе из рода  фамилије Thomisidae, чека у заседи цвета
- Типична женка паука-крабе из рода
- Женка паука-крабе из рода  фамилије Thomisidae храни се кућном мувом коју је ухватила живу са прста фотографа
- Мужјак врсте Thomisus храни се малим инсектом, вероватно врстом Heteroptera; прст даје оквирну идеју о његовој величини
- Женка врсте Thomisus са мужјаком на својим леђима чека прилику за парење, вероватно током следећег оброка
- Паук-краба спреман за напад
- Паук-краба из рода Thomisus, чека у заседи иза биљке лаванде чији је цвет премали да би га сакрио
- Женка врсте
- Женка паука-крабе, фамилија Thomisidae, род Synema; вреба плен на лаванди
- Добро камуфлиран паук-краба хвата муву
- Паук-краба врсте Angaeus из Карнатаке, Индија
- Паук-краба прерушен у мрава, врсте Amyciaea из Карнатаке, Индија
- Паук-краба врсте Phyrnarachne имитирајући птичји измет, из Карнатаке, Индија
- Шарени паук-краба врсте Camaricus из Индије
- Паук-краба врсте Xysticus једе мрава, Индија
- Паук-краба врсте Runcinia на биљци, Индија
- Паук-краба врсте Misumena, из Кабинија, из Карнатаке, Индија